# Jarbuta
Jarbuta (en népalais : नेटा) est un comité de développement villageois du Népal situé dans le district de Surkhet. Au recensement de 2011, il comptait 8 580 habitants.